# William Knox D'Arcy
Pour les articles homonymes, voir D'Arcy.
William Knox D'Arcy est un homme d'affaires britannique né le 11 octobre 1849 à Newton Abbot et mort le 1er mai 1917 à Stanmore. Il est l'un des principaux pionniers de l'industrie pétrolière et pétrochimique en Iran. Il a été directeur de l'Anglo-Persian Oil Company, ancêtre de la British Petroleum (BP). Il est surtout connu pour son rôle dans la naissance de la compagnie pétrolière .

## Jeunesse
Il est né à Newton Abbot, en Angleterre, fils d'un avocat. Il a fréquenté l'école de Westminster jusqu'en 1866, lorsque la famille émigra en Australie, dans le Queensland, après la faillite de son père, et s'installa à Rockhampton. D'Arcy travailla dans un premier temps avec son père. L'expérience s'est bien passée et il a commencé à spéculer, d'abord dans la terre.
Il a épousé Elena Birkbeck de Rockhampton à la cathédrale Saint-Patrick, Parramatta le 23 octobre 1872. Elena est née au Mexique en 1840, la seule fille de Damian de Barre Valdez et Samual Birkbeck, ingénieur minier de l'Illinois. Elle était descendante des Birkbeck anglais, une famille Quaker intéressée par l'éducation.

## Travail en Australie et Nouvelle-Zélande

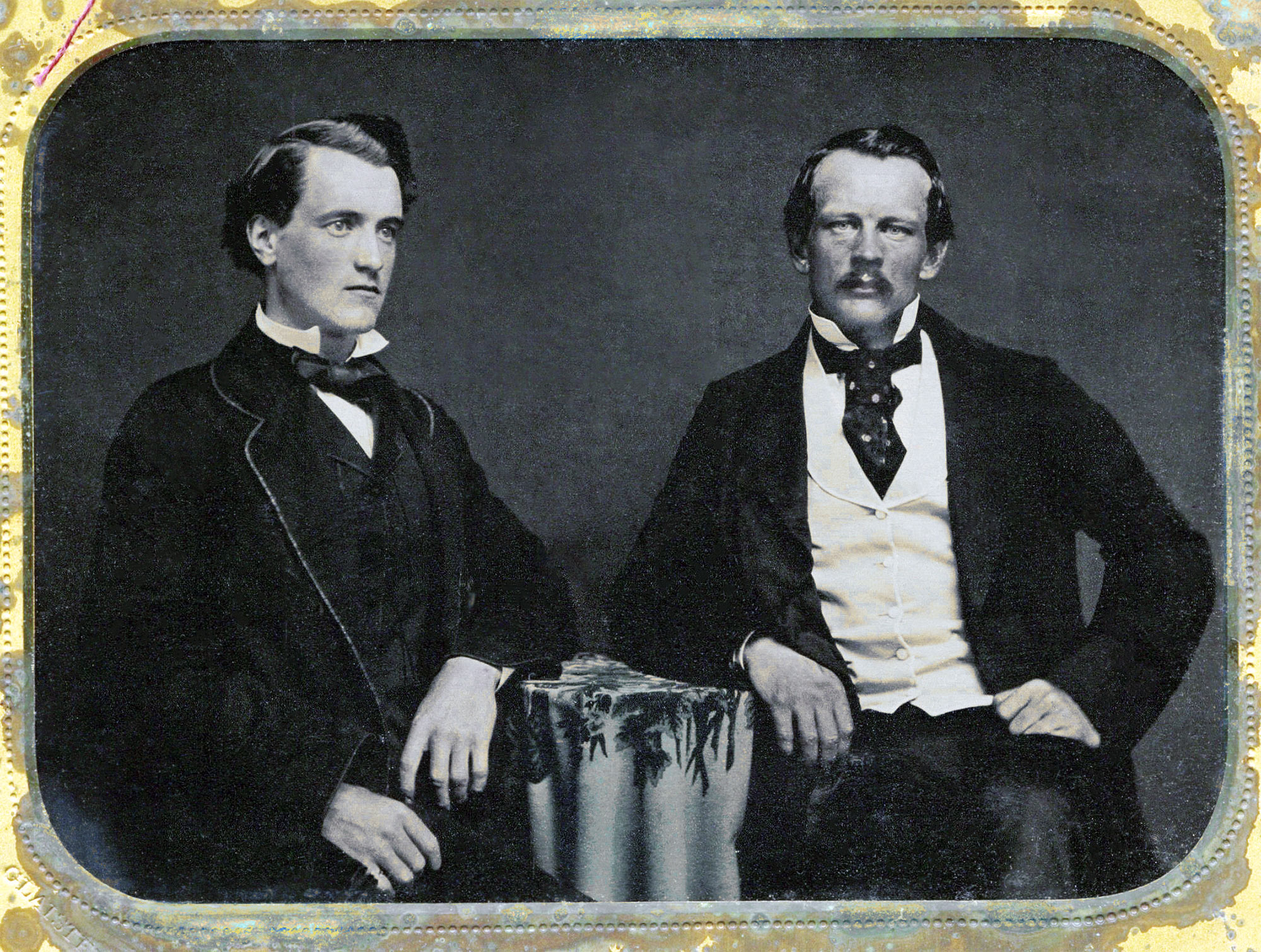
D'Arcy (à gauche) et son associé, Walter Russel Hall (à droite).

En 1882, il devient partenaire avec Walter Russell Hall et Thomas Skarratt Hall, dans un syndicat avec Thomas, Frederick et Edwin Morgan lorsqu'ils ouvrent une mine sur Ironstone Mountain, dans le Queensland, à 24 miles (39 km) au sud de Rockhampton. Il y a eu un dépôt important à Mt Morgan. En octobre 1886, la Morgan Morgan Mining Company, avec D'Arcy et le plus grand actionnaire. Il détenait 125 000 actions en son nom et 233 000 en fiducie. À un moment donné, le prix des actions a augmenté rapidement d'un à 17 livres. (D'Arcy était devenu millionnaire avec un montant équivalant à £ 603 millions en termes actuels ). La société a également travaillé sur une mine d'or riche à Matakanui, Central Otago, en Nouvelle-Zélande, par l'intermédiaire de sa filiale Mount Morgan Sluicing Company.

## De retour en Angleterre
D'Arcy cessa sa pratique du droit et revint en 1872 en Angleterre. Knox a également eu d' importantes maisons à Londres, 42 Grosvenor Square, ainsi qu'à Paris et à Bruxelles. En 1885, le marché boursier avait ouvert et attiré les plus grandes dynasties financières du monde après Londres tel. B. Hirsch, d'Erlanger, Rothschild, Bischoffsheim, Lazard, Seligman, Speyer et étoiles. D'Arcy les a invités tous, il avait un box à la Royal Opera House de Londres et ses invités pouvaient admirer Nellie Melba et Enrico Caruso. Même pour les courses de chevaux à Epsom, il avait sonbox. Il voyagea à Marienbad (aujourd'hui en Tchéquie) pour se reposer et chasser, il possédait aussi Bylaugh park, une maison à Norfolk. 
Il a acheté Stanmore Hall,  un impressionnant édifice du Middlesex et il a chargé l'architecte Brightwen Binyon (1846-1905) , aidé de William Morris et Edward Burne-Jones,  de la décoration. Une série de tapisseries « La quête du Graal » ont été accrochées dans le hall d'entrée et l'escalier. 
La hausse du coût de son nouveau style de vie et la baisse des paiements de dividendes de ses actions australiennes commencèrent à faire fondre sa fortune.

## La concession pétrolière persane

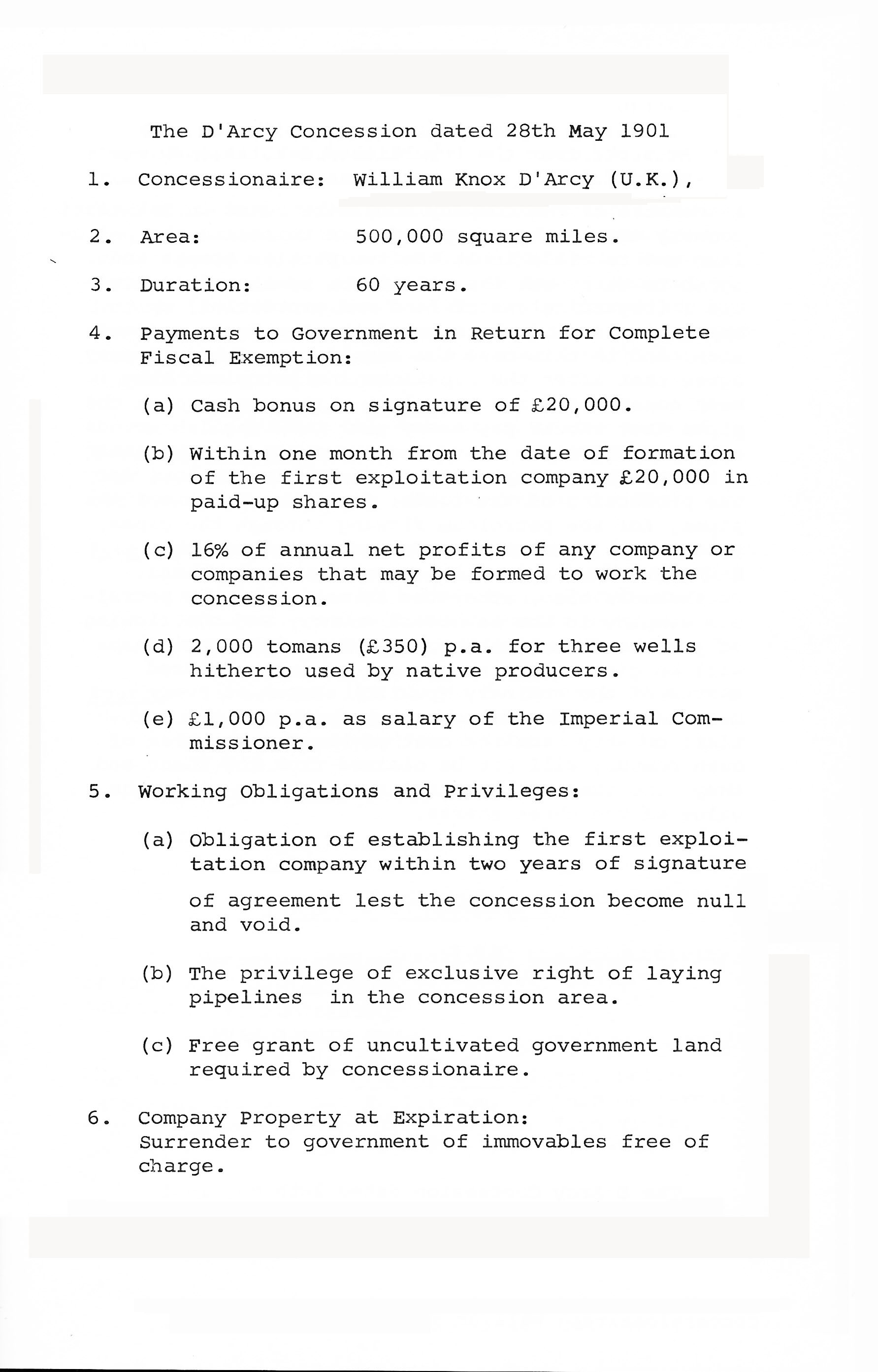
La concession D'Arcy.

En 1900 Sir Henry Drummond Wolff, un homme politique britannique, diplomate et ancien ambassadeur britannique à Téhéran, le convainc de chercher en Perse du pétrole. D'Arcy acquiert le 28 mai 1901 par Mozaffaredin Shah une concession pour 20 000 GBP, 10 % du capital dans les futurs revenus d'une « société d' abord la collecte » et une participation aux bénéfices de 16 %, pour une superficie de 1 243 000 kilomètres carrés (75 % de la superficie de la Perse) pour une période de 60 ans. Après l'expiration de la concession, le total des actifs immobiliers de la société doit revenir à l'Etat iranien. Les concessionnaires en question ont également l'impôt sur le revenu iranien. D'Arcy accepte d'assumer tous les coûts de développement.
Une équipe de forage conduite par George B. Reynolds se mit alors à l'œuvre. Elle commença effectivement en 1902 avec le forage pétrolier à Chia Surkh dans l’ouest de l'Iran.  En 1903, le premier gisement fut découvert, et D'Arcy fonda la First Exploration Co. Ltd. (FEC). Cependant, il s’avéra rapidement que la source fournissait trop peu de pétrole afin de l’exploiter économiquement et obtenir un quelconque bénéfice. On déplaça la prospection pétrolière dans une région habitée des tribus Bakhtiaris. Afin d'assurer leur protection, la compagnie signa avec les chefs tribaux un contrat de concession distincte par lequel les chefs tribaux s’engageaient à fournir une participation de 3 % sur toutes les compagnies pétrolières de leur district, plus un paiement annuel de 3 000 £ pour protéger les installations pétrolières et des pipelines à partir de 1905. 
À la fin de l’année 1905, D'Arcy avait investi 250 000 £ dans l'exploration pétrolière sans que des quantités importantes de pétrole aient été trouvées. D'Arcy commença à négocier la vente de la concession à la ligne française des Rothschilds. Sur intervention de la British Admiralty, la Burmah Oil Company fondée en 1896 à Glasgow par Sir David Sime Cargill  racheta la concession. D'Arcy vendit aussi ses 170 000 actions à la Burmah Oil qui le remboursa en un montant non précisé en espèces.
La Birmanie (le pays est appelé en anglais Burma dans la période victorienne et est aujourd'hui aussi appelé le Myanmar) devint après l'invasion des troupes britanniques en 1886 une partie de l'Empire britannique. La Burmah Oil Corporation avait eu beaucoup de succès dans l'exploration et l’exploitation pétrolière. En 1899, le pétrole issu de l’exploitation était surtout vendu dans la Birmanie, bien que transporté aussi en Inde. En 1905, l'Amirauté britannique conclut avec Burmah Oil un contrat à long terme pour l'approvisionnement en pétrole de la flotte britannique.

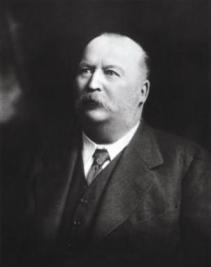
D'Arcy.

Burmah Oil accepta de financer l'exploration pétrolière en Iran avec 100 000 £. Au début, la nouvelle compagnie détentrice semble rencontrer le même succès. Trois ans après la reprise de la concession de D'Arcy, on fora le 26 mai 1908 un trou à 360 mètres de profondeur à Masjed Soleiman et on y trouva du pétrole : Burmah Oil avait découvert un des plus grands gisements de pétrole dans le monde. George B. Reynolds envoya un message codé — par crainte des espions — pour avertir la direction à Londres : « Psaume 104, verset 15, 3 » (c'est-à-dire : « Et le vin qui réjouit le cœur de l'homme, qui fait reluire son visage avec l'huile, et qui soutient le cœur de l'homme avec le pain. »).

## L'Anglo-Persian Oil Company
En avril 1909, les concessionnaires fondèrent la société Anglo-Persian Oil Company (APOC) qui extrayait, traitait et vendait le pétrole découverts dans les gisements pétrolifères du sud de la Perse. La société avait un capital social d’un million de livres britanniques et était presque indépendante de la Burmah Oil Company. D'Arcy fut nommé au conseil de l'APOC et occupa ce poste jusqu'à sa mort.
En 1912, la Burmah Oil dirigée par Sir John Cargill refusa de fournir un financement supplémentaire pour l’APOC. Winston Churchill, à l'époque Premier Lord de l'Amirauté, négocia de nouveaux accords avec Burmah Oil. Avec 2 001 000 £, le gouvernement britannique acquit la majorité de l’ensemble de quatre millions de livres du capital social. En outre, un contrat à long terme pour la fourniture de la flotte britannique fut signé avec l’APOC. Grâce à cette nationalisation partielle et à l'accord d'achat de la Royal Navy, qui fut garanti par le gouvernement britannique, l'APOC était sauvé de l'effondrement financier. En 1913, la production de pétrole put ainsi reprendre. À ce moment-là, on ignorait qu’Abadan deviendrait la plus grande raffinerie du monde quelques années plus tard.

## Fin de vie
William Knox D'Arcy mourut le 1er mai 1917.
Il fut posthumement admis au Queensland Business Leaders Hall of Fame en 2012.